# Victor Cook
Victor Cook (nacido el 1 de mayo de 1960) es un productor y director de televisión estadounidense, conocido por la serie animada The Spectacular Spider-Man (2008-09), Scooby-Doo! misterios S.A. (2010–13) y Stretch Armstrong and the Flex Fighters (2017–2018), y como productor ejecutivo de T.O.T.S. de Disney Junior.

## Primeros años
Cook nació a principios de la década de 1960, uno de cinco hijos en la Base de la Fuerza Aérea Johnson en Saitama, Japón. Sus padres se conocieron en una cafetería de la Fuerza Aérea mientras su padre estaba alistado. Él es mitad coreano a través de su madre. Después de dejar Saitama, la familia vivió en San Antonio, Texas; Florida; Fort Worth, Texas; Euless, Texas; Okinawa, Japón (en la Base Aérea de Kadena); y Atwater, California. Después de la escuela secundaria, asistió brevemente a una universidad en el centro de California antes de transferirse a la Universidad Estatal de California, Long Beach.
Cuando era niño y estaba en la universidad, su objetivo era ser un caricaturista impreso, pero fue disuadido después de leer sobre la carrera de Jack Kirby. Mientras estaba en la escuela secundaria, un profesor de dibujo natural le dio la información de contacto de un exalumno que pasó a trabajar para Hanna-Barbera. Solo llamó una vez que ya estaba en su carrera. El estudiante sugirió tomar una clase de animación en The Animation Guild.

## Carrera
Después de graduarse de la universidad, Cook trabajó como artista gráfico y caricaturista político para el Daily Pilot de Costa Mesa y luego como asistente de animación en Filmation. En Filmation, se sintió atraído por los guiones gráficos porque le recordaban a las celdas de los cómics. Trabajó en BraveStarr durante el día y tomó clases de guion gráfico por la noche hasta que Filmation cerró. Pudo encontrar un trabajo trabajando en Los cuentos de ALF y ALF: La Serie Animada. Esta experiencia lo ayudó a finalmente aterrizar en Disney Television Animation, donde trabajó durante 16 años. Después de dejar Disney, trabajó con Greg Weisman para crear The Spectacular Spider-Man; trabajado en Scooby-Doo! misterios S.A.; y comenzó en Hasbro, donde ayudó a desarrollar Stretch Armstrong and the Flex Fighters junto con el escritor Kevin Burke y el productor Chris "Doc" Wyatt. A fines de la década de 2010, Disney Junior lo contrató para TOTS.
Es el creador de los cómics de Mecha-Nation. Es el primer cómic en el que ha trabajado.

### The Spectacular Spider-Man
Cook fue llamado por Sony Entertainment para desarrollar un proyecto de DVD sobre Spider-Man. Cook lo desarrolló con Greg Weisman, querían basarlo en las primeras publicaciones de cómics del personaje que lo mostraban más joven, algo que Cook nunca había visto hacer antes en ninguna adaptación. La idea fue reformateada a una serie de televisión animada, pero mantuvo un estilo de crónica similar en el que, como describe Cook, "cada episodio es independiente como su propia historia, pero al igual que el cómic en sí, es una saga. Luego, cada tres episodios es una historia y esos tres episodios son los que estarían en los lanzamientos de DVD". El título original de la serie era The Amazing Spider-Man, basado en la serie de historietas del mismo nombre, pero a mediados de 2007 se cambió el nombre a The Spectacular Spider-Man. También hay una serie de cómics de Spider-Man basada en el programa.
Cook quería que la animación fuera de estilo squash y stretch, y que la acción fuera tan buena como las dos primeras películas de acción en vivo que dirigió Sam Raimi, ya que habían "establecido el estándar" para el movimiento fluido de Spider-Man. Como tenían un presupuesto específico, querían permitir que la animación "se moviera" más que nada, dándole diseños simples y estilísticos. También recordó Blood and Iron, que tenía un "aspecto fresco y joven" que le atraía visualmente. Cook quería hacer un Spider-Man "icónico" para las generaciones nuevas y antiguas y "realmente quería que fuera un Spider-man bidimensional que se moviera como nunca antes lo habíamos visto moverse en animación". ¡The Spectacular Spider-Man tuvo mucho éxito en su primera temporada en Kids WB! y entró en su segunda temporada en los Estados Unidos en 2009 en Disney XD.

Quería asegurarme de que este fuera un Spider-man icónico para las diferentes generaciones de fanáticos, pero también quería atraer a una nueva generación de fanáticos que tuvieran un interés pasajero en él. También quería que fuera un Spiderman bidimensional que se moviera como nunca antes lo habíamos visto moverse en una animación. Pensé que Sam Raimi estableció el estándar de cómo debería moverse y no he visto eso en la animación.
Cook sobre el estilo de animación que eligió para The Spectacular Spider-Man

## Vida personal
Él y su esposa Sonia, que también es mitad coreana, están casados desde finales de la década de 1980. Tienen dos hijos: Hanah y Jackson. Su hija es animadora y, según el amigo y colega de Victor, Greg Weisman, sirvió de inspiración para Artemis Crock en Young Justice. Como animador, Cook admira a Charles M. Schulz, Jack Kirby y Hayao Miyazaki, y fue fanático de Hanna-Barbera mientras crecía.

## Filmografía

### Televisión
| Año       | Título                                           | Acreditado como | Acreditado como | Acreditado como | Acreditado como | Notas | Ref.         |
| Año       | Título                                           | Director        | Productor       | Arte            | Guionista       | Notas | Ref.         |
| --------- | ------------------------------------------------ | --------------- | --------------- | --------------- | --------------- | --- | ------------ |
| 1987-1988 | Bravestarr                                       | No              | No              | Sí              | No              | | [ 3 ]        |
| 1988      | Los cuentos de ALF                               | No              | No              | Sí              | No              | | [ 3 ]        |
| 1988-1989 | ALF: La Serie Animada                            | No              | No              | Sí              | No              | | [ 3 ]        |
| 1989      | Los Pitufos                                      | No              | No              | Sí              | No              | | [ 14 ]       |
| 1989      | The Karate Kid                                   | No              | No              | Sí              | No              | |              |
| 1989      | Garfield y sus amigos                            | No              | No              | Sí              | No              | |              |
| 1989      | Denver, el último dinosaurio                     | No              | No              | Sí              | No              | |              |
| 1990      | TaleSpin                                         | No              | No              | Sí              | No              | Episodio "Time Waits for No Bear" | [ 3 ]        |
| 1991      | Widget                                           | No              | No              | Sí              | No              | |              |
| 1992      | La sirenita                                      | No              | No              | Sí              | No              | Episodio "Urchin" |              |
| 1992      | Raw Toonage                                      | No              | No              | Sí              | No              | Episodios "Bonkers in Space/Cro-Magnum PI/The Treasure of the Sierra Marsdre" y "Sheerluck Bonkers/All Potato Network/The Puck Stops Here" |              |
| 1991-1992 | Pato Darkwing                                    | No              | No              | Sí              | Sí              | Escribió "Kung Fooled" | [ 3 ] [ 5 ]  |
| 1991-1992 | Mr. Bogus                                        | No              | No              | Sí              | No              | |              |
| 1993      | Bonkers                                          | No              | No              | Sí              | No              | |              |
| 1994      | Aladdín                                          | No              | No              | Sí              | No              | | [ 3 ] [ 5 ]  |
| 1995      | La vida moderna de Rocko                         | No              | No              | Sí              | No              | |              |
| 1995-1996 | Gargoyles                                        | No              | No              | Sí              | No              | | [ 3 ] [ 5 ]  |
| 1996      | Quack Pack                                       | No              | No              | Sí              | No              | |              |
| 1996      | Jungle Cubs                                      | No              | No              | Sí              | No              | |              |
| 1997-1998 | 101 dálmatas: la serie                           | Sí              | Sí              | No              | No              | | [ 3 ] [ 5 ]  |
| 2000      | Buzz Lightyear of Star Command                   | Sí              | No              | No              | No              | | [ 3 ] [ 5 ]  |
| 2001-2002 | The Legend of Tarzan                             | Sí              | No              | No              | No              | | [ 5 ]        |
| 2002-2004 | Fillmore!                                        | No              | No              | Sí              | No              | |              |
| 2005      | American Dragon: Jake Long                       | No              | No              | Sí              | No              | | [ 15 ]       |
| 2003-2006 | Lilo y Stitch: La Serie                          | Sí              | Sí              | No              | No              | | [ 3 ] [ 5 ]  |
| 2007      | Mickey's Great Clubhouse Hunt                    | Sí              | No              | Sí              | No              | |              |
| 2006-2008 | La Casa de Mickey Mouse                          | Sí              | No              | No              | No              | | [ 3 ] [ 4 ]  |
| 2008      | The Spectacular Spider-Man: Attack of the Lizard | Sí              | Sí              | No              | No              | | [ 4 ]        |
| 2008-2009 | The Spectacular Spider-Man                       | Sí              | Sí              | No              | Sí              | | [ 4 ] [ 16 ] |
| 2012      | Young Justice                                    | Sí              | No              | No              | No              | Episodio "Coldhearted" | [ 17 ]       |
| 2010-2013 | Scooby-Doo! misterios S.A.                       | Sí              | Sí              | No              | No              | | [ 3 ] [ 4 ]  |
| 2017-2018 | Stretch Armstrong and the Flex Fighters          | Sí              | Sí              | Sí              | Sí              | También escribió la letra del título principal.                                                                                            | [ 3 ] [ 18 ] |
| 2019-2021 | T.O.T.S.                                         | No              | Sí              | No              | No              | | [ 19 ]       |

### [3]Películas
| Año  | Título                               | Acreditado como | Acreditado como | Acreditado como | Acreditado como | Notas                                            | Ref.         |
| Año  | Título                               | Director        | Productor       | Arte            | Guionista       | Notas                                            | Ref.         |
| ---- | ------------------------------------ | --------------- | --------------- | --------------- | --------------- | ------------------------------------------------ | ------------ |
| 1993 | El retorno de Jafar                  | No              | No              | Sí              | No              | Directo a video                                  | [ 5 ]        |
| 1996 | Aladdin and the King of Thieves      | No              | No              | Sí              | No              | Directo a video                                  | [ 20 ]       |
| 2001 | La dama y el vagabundo II            | No              | No              | Sí              | No              | Directo a video                                  |              |
| 2002 | 101 dálmatas 2                       | No              | No              | Sí              | No              | Directo a video                                  |              |
| 2002 | Tarzán y Jane                        | Sí              | No              | No              | No              | Segmentos "Volcanic Diamond Mine" y "Flying Ace" | [ 21 ]       |
| 2003 | Atlantis: El regreso de Milo         | Sí              | No              | No              | No              |                                                  | [ 22 ]       |
| 2003 | 21 gramos                            | No              | No              | Sí              | No              |                                                  | [ 23 ]       |
| 2007 | Hellboy: Blood and Iron              | Sí              | No              | No              | No              | película de televisión                           | [ 24 ]       |
| 2007 | Hellboy: Iron Shoes                  | Sí              | No              | No              | No              | Corto extra de Hellboy: Blood and Iron           | [ 24 ]       |
| 2007 | My Blueberry Nights                  | No              | No              | Sí              | No              |                                                  | [ 25 ]       |
| 2010 | Dante's Inferno: An Animated Epic    | Sí              | No              | No              | No              | Directo a DVD                                    | [ 4 ]        |
| 2012 | Ben 10: Destroy All Aliens           | Sí              | Sí              | No              | No              | película de televisión                           | [ 4 ]        |
| 2012 | Scooby-Doo! Haunted Holidays         | Sí              | Sí              | No              | No              | Directo a DVD                                    | [ 3 ] [ 26 ] |
| 2012 | Scooby-Doo! Spooky Games             | No              | Sí              | No              | No              | Directo a DVD                                    | [ 26 ]       |
| 2013 | Scooby-Doo! Stage Fright             | Sí              | Sí              | No              | No              | Directo a DVD                                    | [ 27 ]       |
| 2013 | Scooby-Doo! and the Spooky Scarecrow | No              | Sí              | No              | No              | Directo a DVD                                    | [ 26 ]       |
| 2013 | Scooby-Doo! Mecha Mutt Menace        | No              | Sí              | No              | No              | Directo a DVD                                    | [ 3 ]        |
| 2013 | Stoker                               | No              | No              | Sí              | No              |                                                  | [ 28 ]       |
| 2013 | Robosapien: Rebooted                 | No              | No              | Sí              | No              |                                                  | [ 29 ]       |
| 2014 | Scooby-Doo! Ghastly Goals            | Sí              | No              | No              | No              | Directo a DVD                                    | [ 30 ]       |
| 2015 | Scooby-Doo! and the Beach Beastie    | Sí              | No              | No              | No              | Directo a DVD                                    | [ 3 ]        |
| 2019 | Mickey's Treat                       | Sí              | No              | No              | No              | película de televisión                           | [ 31 ]       |